# Erick Wiemberg
Erick Andrés Wiemberg Higuera (Valdivia, 20 de junio de 1994) es un futbolista profesional chileno. Juega como lateral izquierdo y su equipo actual es Colo-Colo de la Primera División de Chile.

## Trayectoria

### Deportes Valdivia
Formado en las divisiones inferiores de Deportes Valdivia, debutó profesionalmente en 2012, precisamente en el equipo de su ciudad natal, donde consigue con el Torreón, el título de la Segunda División Profesional 2015-16.

### Unión La Calera
Tras sus buenas actuaciones en Deportes Valdivia, es cedido a préstamo a Unión La Calera, club de la Primera División de Chile. Wiemberg hizo su debut con Unión La Calera el día 20 de febrero de 2019, este además sería su primer partido en una copa internacional, sería contra Chapecoense por la Copa Sudamericana y el partido terminaría con un empate a 1. Días después hizo su debut por la Primera División de Chile el 23 de febrero de 2019 contra Everton de Viña del Mar, el encuentro terminaría con victoria 2-1 y Erick jugaría todo el partido.

### Retorno a Deportes Valdivia
Luego de su préstamo a Unión La Calera, Wiemberg volvió a Deportes Valdivia, ahí alcanzaría a jugar 4 partidos antes de que se suspendiera el fútbol por la pandemia de COVID-19.

### Unión La Calera
En julio de 2020 Erick Wiemberg volvería a ser prestado a Unión La Calera, su primer partido en su nueva estadía en Unión La Calera sería el día 31 de agosto de 2020, jugó contra Curicó Unido por la Primera División de Chile, el partido terminaría con victoria 2-0. Esa temporada Erick Wiemberg junto a Unión La Calera llegaría hasta octavos de final de la Copa Sudamericana 2020, la mejor participación en copas internacionales en la historia del club, en esa edición sería eliminado contra Junior de Barranquilla mediante los penales. Erick Wiemberg en esa temporada acabaría subcampeón y también sería parte del plantel que clasificaría a Unión La Calera a Copa Libertadores por primera vez en su historia.

### Colo Colo
Falta información de su estadía en Colo Colo.

## Selección nacional
Tras sus buenas actuaciones en la Copa Sudamericana 2019 y el Campeonato Nacional con la camiseta de Unión La Calera, fue convocado a la Selección de fútbol de Chile en una serie de microciclos de entrenamientos dirigidos por Reinaldo Rueda, realizados con el fin de conocer nuevos jugadores de miras a la Copa América Brasil 2019. El 26 de marzo de 2021 el disputó su primer encuentro con la selección nacional tras entrar en el once titular en el partido amistoso entre Chile y Bolivia que terminó con triunfo de la roja por 2 a 1, teniendo un muy buen nivel y asomando como posible titular para la Clasificación para la Copa Mundial de 2022

#### Partidos internacionales
Actualizado hasta el 26 de marzo de 2021.
| 1     | 26 de marzo de 2021 | Estadio El Teniente, Rancagua, Chile | Chile      | 2-1 | Bolivia |   | Amistoso |
| Total | Total               | Total                                | Presencias | 1   | Goles   | 0 |          |

| Selección chilena | Selección chilena | Selección chilena |
| Año               | Partidos          | Goles             |
| ----------------- | ----------------- | ----------------- |
| 2021              | 1                 | 0                 |
| Total             | 1                 | 0                 |

## Estadísticas

### Clubes
| Club                      | Div.          | Temporada     | Liga  | Liga  | Liga   | Copas nacionales | Copas nacionales | Copas nacionales | Torneos internacionales | Torneos internacionales | Torneos internacionales | Total | Total | Total  |
| Club                      | Div.          | Temporada     | Part. | Goles | Asist. | Part.            | Goles            | Asist.           | Part.                   | Goles                   | Asist.                  | Part. | Goles | Asist. |
| ------------------------- | ------------- | ------------- | ----- | ----- | ------ | ---------------- | ---------------- | ---------------- | ----------------------- | ----------------------- | ----------------------- | ----- | ----- | ------ |
| Deportes Valdivia · Chile | 3.ª           | 2013          | 20    | 1     | 1      | —                | —                | —                | —                       | —                       | —                       | 20    | 1     | 1      |
| Deportes Valdivia · Chile | 3.ª           | 2013-14       | 14    | 2     | 0      | —                | —                | —                | —                       | —                       | —                       | 14    | 2     | 0      |
| Deportes Valdivia · Chile | 3.ª           | 2014-15       | 24    | 2     | 0      | —                | —                | —                | —                       | —                       | —                       | 24    | 2     | 0      |
| Deportes Valdivia · Chile | 3.ª           | 2015-16       | 32    | 1     | 0      | —                | —                | —                | —                       | —                       | —                       | 32    | 1     | 0      |
| Deportes Valdivia · Chile | 2.ª           | 2016-17       | 17    | 0     | 1      | —                | —                | —                | —                       | —                       | —                       | 17    | 0     | 1      |
| Deportes Valdivia · Chile | 2.ª           | 2017          | 15    | 0     | 1      | 2                | 0                | 0                | —                       | —                       | —                       | 17    | 0     | 1      |
| Deportes Valdivia · Chile | 2.ª           | 2018          | 31    | 3     | 1      | 4                | 0                | 0                | —                       | —                       | —                       | 35    | 3     | 1      |
| Deportes Valdivia · Chile | 2.ª           | 2020          | 4     | 1     | 0      | —                | —                | —                | —                       | —                       | —                       | 4     | 1     | 0      |
| Deportes Valdivia · Chile | Total club    | Total club    | 157   | 10    | 4      | 6                | 0                | 0                | 0                       | 0                       | 0                       | 163   | 10    | 4      |
| Unión La Calera · Chile   | 1.ª           | 2019          | 18    | 0     | 2      | 4                | 0                | 0                | 3                       | 0                       | 0                       | 25    | 0     | 2      |
| Unión La Calera · Chile   | 1.ª           | 2020          | 27    | 0     | 1      | —                | —                | —                | 4                       | 0                       | 0                       | 31    | 0     | 1      |
| Unión La Calera · Chile   | 1.ª           | 2021          | 25    | 1     | 2      | 2                | 0                | 0                | 5                       | 0                       | 0                       | 32    | 1     | 2      |
| Unión La Calera · Chile   | 1.ª           | 2022          | 14    | 0     | 0      | —                | —                | —                | 7                       | 0                       | 0                       | 21    | 0     | 0      |
| Unión La Calera · Chile   | Total club    | Total club    | 84    | 1     | 5      | 6                | 0                | 0                | 19                      | 0                       | 0                       | 109   | 1     | 5      |
| Colo-Colo · Chile         | 1.ª           | 2023          | 20    | 2     | 1      | 8                | 0                | 0                | 4                       | 0                       | 0                       | 32    | 2     | 1      |
| Colo-Colo · Chile         | 1.ª           | 2024          | 25    | 3     | 2      | 8                | 1                | 0                | 13                      | 0                       | 1                       | 46    | 4     | 3      |
| Colo-Colo · Chile         | 1.ª           | 2025          | 14    | 1     | 0      | 4                | 0                | 0                | 3                       | 0                       | 0                       | 21    | 1     | 0      |
| Colo-Colo · Chile         | Total club    | Total club    | 59    | 6     | 3      | 20               | 1                | 0                | 20                      | 0                       | 1                       | 99    | 7     | 4      |
| Total carrera             | Total carrera | Total carrera | 300   | 17    | 12     | 32               | 1                | 0                | 39                      | 0                       | 1                       | 370   | 18    | 13     |
| 1. 2. 3.                  |               |               |       |       |        |                  |                  |                  |                         |                         |                         |       |       |        |

### Selecciones
| Selección      | Temporada | Amistosos | Amistosos | Amistosos | Sudamérica | Sudamérica | Sudamérica | Mundial | Mundial | Mundial | Total | Total | Total  |
| Selección      | Temporada | Part.     | Goles     | Asist.    | Part.      | Goles      | Asist.     | Part.   | Goles   | Asist.  | Part. | Goles | Asist. |
| -------------- | --------- | --------- | --------- | --------- | ---------- | ---------- | ---------- | ------- | ------- | ------- | ----- | ----- | ------ |
| Adulta · Chile | 2021      | 1         | 0         | 0         | —          | —          | —          | —       | —       | —       | 1     | 0     | 0      |
| Adulta · Chile | 2025      | 1         | 0         | 1         | —          | —          | —          | —       | —       | —       | 1     | 0     | 1      |
| Adulta · Chile | Total     | 2         | 0         | 1         | 0          | 0          | 0          | 0       | 0       | 0       | 2     | 0     | 1      |

## Palmarés

### Títulos nacionales
| Título                       | Equipo             | País  | Año     |
| ---------------------------- | ------------------ | ----- | ------- |
| Segunda División Profesional | Deportes Valdivia  | Chile | 2015-16 |
| Copa Chile                   | C. S. D. Colo-Colo | Chile | 2023    |
| Primera División             | C. S. D. Colo-Colo | Chile | 2024    |
| Supercopa de Chile           | C. S. D. Colo-Colo | Chile | 2024    |

### Distinciones individuales
| Distinción                                        | Año  |
| ------------------------------------------------- | ---- |
| Parte del Equipo Ideal de El Gráfico Chile - ANFP | 2020 |